# Ptychozoon
Ptychozoon Kuhl & van Hasselt, 1822, il geco volante, è un genere di piccoli sauri della famiglia Gekkonidae, proprio dell'Asia sudorientale.
Come indica il nome volgare, le specie incluse in questo genere, che sono a tutti gli effetti dei veri gechi (sottofamiglia Gekkoninae), hanno però la capacità di volare - più correttamente di planare - sostenuti nella loro caduta controllata da apposite membrane sui fianchi del corpo.
Questo genere è limitato all'Indocina (dalla fascia più occidentale dell'India fino al Vietnam) e agli arcipelaghi vicini (Indonesia, Filippine, Nicobare). Diverse specie sono endemiche di aree ristrette.

## Tassonomia
Il genere Ptychozoon comprende le seguenti otto specie:
- Ptychozoon horsfieldii Gray, 1827
- Ptychozoon intermedium Taylor, 1915
- Ptychozoon kaengkrachanense Sumontha e altri, 2012
- Ptychozoon kuhli Stejneger, 1902
- Ptychozoon lionotum Annandale, 1905
- Ptychozoon nicobarensis Das & Vijayakumar, 2009
- Ptychozoon rhacophorus Boulenger, 1899
- Ptychozoon trinotaterra Brown, 1999